# 汤景明
汤景明，字伯伦，贵州貴陽府貴築縣民籍，明朝政治人物，同進士出身。

## 生平
萬曆三十一年（1603年）癸卯科貴州鄉試舉人，万历四十四年（1616年）丙辰科进士，三甲一百三十三名，初任肅寧縣知縣，再調河间县知县，窺魏忠賢逆焰方張，遂倒身門下，升吏部郎中，出为广东参议，升湖廣右参政荆西道。